# Vinos de postre

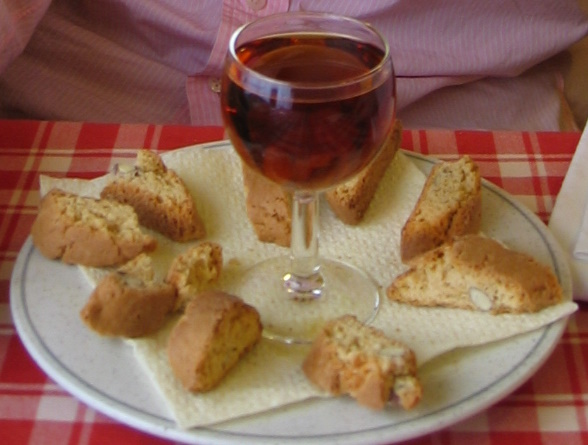
Vin Santo con cantuccini

Los denominados vinos de postre corresponden a aquellos vinos que poseen un sabor dulce apropiado para tomarse al final de la comida, solos o acompañando a un postre. Tienen un alto contenido en azúcar y alcohol, así como una mayor viscosidad que el vino usual. Dentro de esta categoría se encuentran vinos de elaboración diversa como el vino de licor (mistela, vino dulce natural, y vino fortificado) donde se añade alcohol durante el proceso, y el vino naturalmente dulce (vino de vendimia tardía, vino de pasas, y vino de hielo) donde no se añade necesariamente alcohol durante el proceso, sino que el gran contenido en azúcares naturales del mosto produce una mayor cantidad de alcohol que el vino de mesa regular. 
Reciben el nombre de vinos licorosos en francés y vinos de postre o de pudding en inglés, mientras en Australia se denominan stickies (pegajosos). Algunos de los más conocidos son el Sauternes, el Tokaji Aszú, el Vin Santo y el vino de Málaga.

## Características
Algunos de ellos se realizan con uvas como la Pedro Ximénez, moscatel, etc.